# Skyr

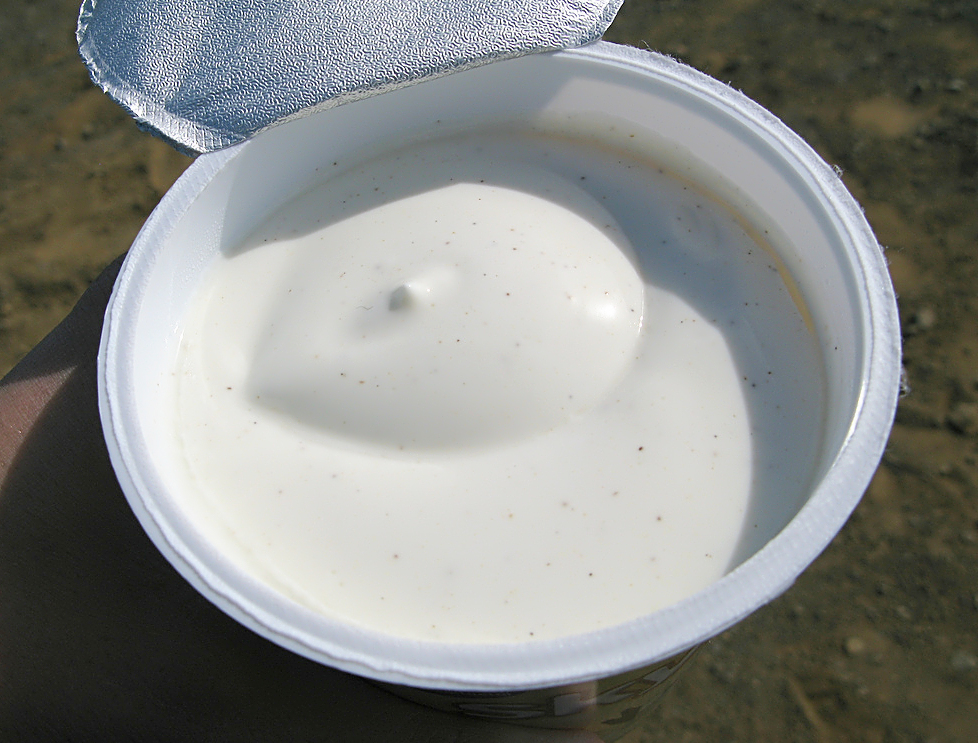
Skyr och Vanilla (skyr með vanillu)

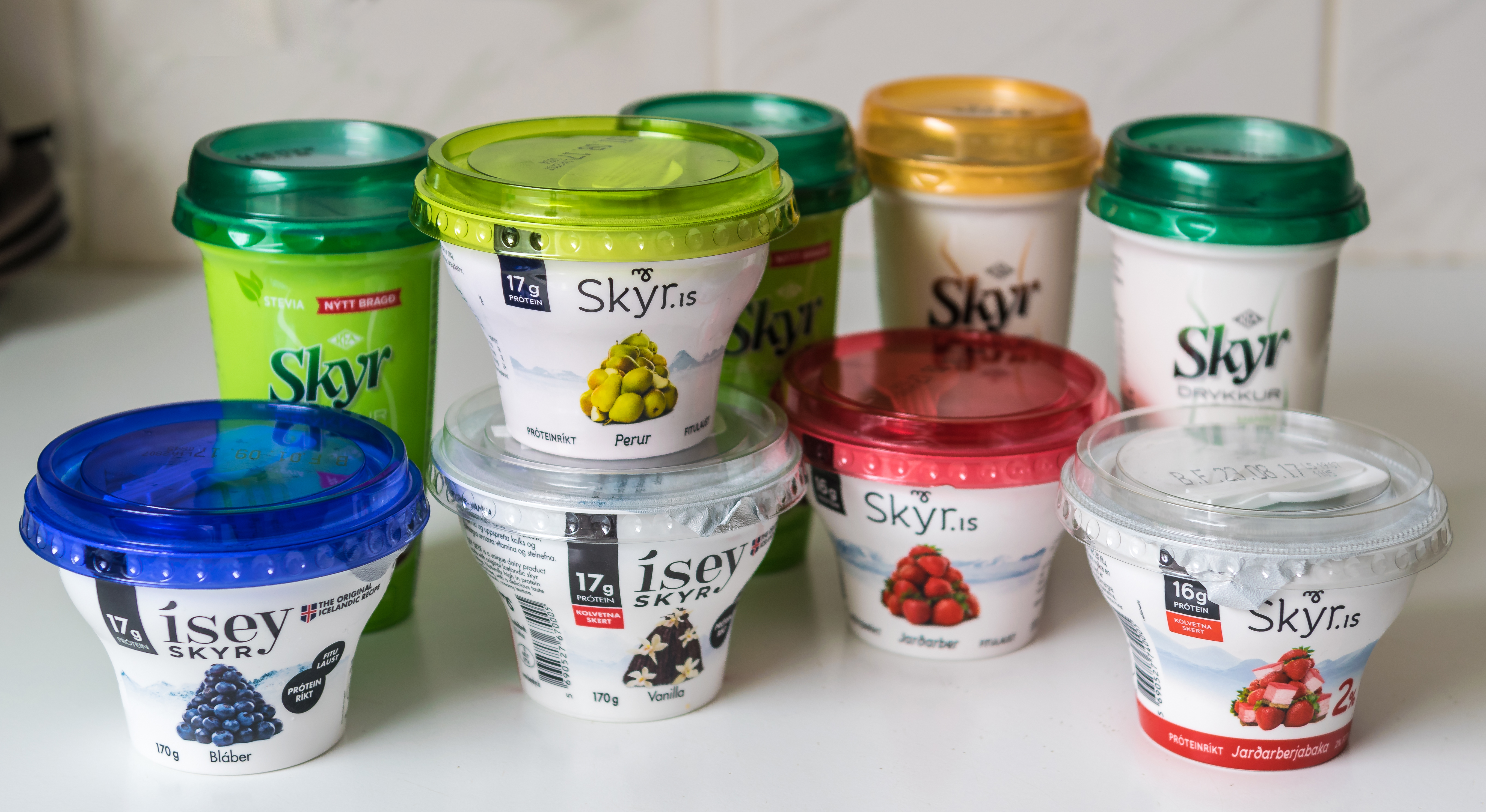
Skyr

Skyr (isländskt uttal: [scɪːr]) är en mejeriprodukt som liknar yoghurt eller långfil. Den är vanlig på Island. Skyr smakar syrligt, friskt och lite sött, lite yoghurtliknande och klassas som sin egen kategori. 
Skyr innehåller vanligen mindre mängder fett, men är rikt på protein. Därför är den mycket mättande. För att framställa skyr används Streptococcus thermophilus och Lactobacillus bulgaricus. För en liter skyr används 3½ liter mjölk. Sedan tillsätts ofta smaktillsatser som bär, sylt eller choklad.
Skyr ingår i den isländska rätten hræringur, tillsammans med gröt. Skyr finns sedan 2011 att köpa i Sverige i flera smaker.
Skyr är även det gutniska namnet för "surmjölk" (tjock sur mjölk utan grädde), det som i övriga Sverige kallas för filmjölk och i Norge kulturmelk.

## Nyckelföda från nybyggartiden
Skyr hade en central roll i mathållningen i det tidiga Island efter att den första nybyggartiden var över och kreaturshållningen etablerats. Mjölkkorna gav bara mjölk på sommarhalvåret eftersom höskörden var liten och kreaturen bara fick ett minimum för att överleva vinterhalvåret. Det innebar att alla mjölkkor sinade och inte gav mjölk under vintern. Den medeltida skyren tålde att sparas i flera månader, trots bristen på modern kylförvaring. Skyr var därför en av de viktigaste födoämnena under vinterhalvåret under den tidiga historiska tiden. Den producerades på fäbodliknande sommarbeten under sommaren och transporterades på hösten hem till huvudgården i skinnsäckar. I huvudbostaden lagrades skyren för vintern sedan i träkar, delvis nedgrävda i marken, tillsammans med vasslan. Skyr åts ofta blandad med vassla.